# Grow, Wisconsin
Grow là một thị trấn thuộc quận Rusk, tiểu bang Wisconsin, Hoa Kỳ. Năm 2010, dân số của thị trấn này là 414 người.